# Santiago Mutis
Santiago Mutis Durán (Bogotá, 1951) es un poeta, ensayista, editor y crítico de arte de Colombia. Es asimismo director fundador de las revistas, Gradiva y Conversaciones desde La Soledad en las que ha desarrollado una amplia labor crítica en torno a la poesía y el arte contemporáneos. Sus poemas logran equilibrar temas de la cultura literaria y la vida cotidiana, el conocimiento y la experiencia, en un lenguaje a veces conversacional, de tonos irónicos, voluntariamente prosaico pero pleno de seductoras imágenes y riqueza expresiva. Sus textos y ensayos han sido traducidos y difundidos en distintas antologías y publicaciones del país y del exterior. Es tutor de la maestría de artes plásticas de la Universidad Nacional de Colombia. Como editor, compiló las obras de José Asunción Silva, Aurelio Arturo, José Antonio Osorio Lizarazo y Álvaro Mutis, entre otros. Además, fundó la revista Gaceta del Instituto Colombiano de Cultura y fue director de publicaciones de la Universidad Nacional.

## Obras
- La novia enamorada del cielo (1981, con Roberto Burgos Cantor)
- Tú también eres de lluvia (1982)
- Soñadores de pájaros (1987)
- Falso diario (1992)
- El visitante
- Afuera pasa el siglo (1998)
- Relámpagos de la ciudad
- Guillermo Wiedemann (Crítica)
- Eduardo Ramírez Villamizar, la belleza del pensamiento. (Crítica)
- Panorama inédito de la nueva poesía en Colombia
- Dicen de ti (2003)
- La esbelta sombra (2009)

De su obra, escribe el poeta Juan Manuel Roca, en el prólogo para su libro El visitante: "Mutis Durán exalta lo que no se ve, lo inaprensible, lo que se fuga a nuestra mirada, como si le importara más lo que esconden las cosas que lo que muestran. Como los brujos, y como los niños, le otorga un animismo a las cosas, dotándolas de una vida interior.(...) Al mismo tiempo de su sugestiva poesía, de sus inquietantes versos, Mutis Durán es uno de los divulgadores críticos de la plástica colombiana más serios, más avisados. Lo que hace ver aún más como una propuesta evidente los vasos comunicantes que hay entre su sentir poético y su mirada pictórica. Lo que refuerza sus vecindades con la pintura".